# 883
883 (осемстотин осемдесет и трета) година по юлианския календар е невисокосна година, започваща във вторник. Това е 883-та година от новата ера, 883-та година от първото хилядолетие, 83-та година от 9 век, 3-та година от 9-о десетилетие на 9 век, 4-та година от 880-те години.

## Починали
- Гуидо II Сполетски, херцог на Сполето и маркграф на Камерино.